# ダンシング・ウィズ・ザ・スターズ
『ダンシング・ウィズ・ザ・スターズ』 (Dancing with the Stars) は、BBCワールドワイドが製作するダンスリアリティ番組の一つ。ゲストの芸能人やスポーツ選手が社交ダンスの特訓を受け、ステージで勝ち抜きのダンス勝負を行う。イギリスBBCの『ストリクトリー・カム・ダンシング』が本家である。

## アメリカ
アメリカ版はABCで、2005年6月1日より放送開始。2022年以降はDisney+で配信中。ABC時代の放送は毎週月・火曜日。いずれもCBSテレビジョンシティから生放送（PTは録画）。
番組は有名人とプロダンサーが組み、毎週月曜日にダンスショー、火曜日にリザルトショーの2回構成されている。またこれとは別に、2008年冬にはスピンオフ番組『ダンス・ウォー:ブルーノvsキャリー・アン』が、2010年11月からはスピンオフ番組Skating with the Starsが放送された。
日本では、FOXbs238でアメリカ版のタイトルを『アメリカン・ダンシングスター』として、日本語ナビゲーターをパパイヤ鈴木、SHELLYが担当。

### 司会・審査員
- 司会：トム・バージェロン、ブルック・バーク
- 審査員：レン・グッドマン、キャリー・アン・イナバ、ブルーノ・トリオリ

### 歴代優勝者
- シーズン1（2005年）：ケリー・モナコ/アレック・マソ
- シーズン2（2006年春）：ドリュー・ラシェイ/シェリル・バーク
- シーズン3（2006年秋）：エミット・スミス/シェリル・バーク
- シーズン4（2007年春）：アポロ・アントン・オーノ/ジュリアン・ハフ
- シーズン5（2007年秋）：エリオ・カストロネベス/ジュリアン・ハフ
- シーズン6（2008年春）：クリスティー・ヤマグチ/マーク・バラス
- シーズン7（2008年秋）：ブルック・バーク/デレク・ハフ
- シーズン8（2009年春）：ショーン・ジョンソン/マーク・バラス
- シーズン9（2009年秋）：ダニー・オズモンド/キム・ジョンソン
- シーズン10（2010年春）：ニコール・シャージンガー/デレク・ハフ
- シーズン11（2010年秋）：ジェニファー・グレイ/デレク・ハフ
- シーズン12（2011年春）：ハインズ・ウォード/キム・ジョンソン
- シーズン13（2011年秋）：JRマルティネス/カリーナ・スミノフ
- シーズン14（2012年春）：ドナルド・ドライバー/ペタ・マーガトロイド
- シーズン15（2012年秋）：メリッサ・ライクロフト/Tony Dovolani
- シーズン16（2013年春）：ケリー・ピックラー/デレク・ハフ
- シーズン17（2013年秋）：アンバー・ライリー/デレク・ハフ
- シーズン18（2014年春）：メリル・デイヴィス/ Maksim Chmerkovskiy
- シーズン19（2014年秋）： Alfonso Ribeiro / Witney Carson
- シーズン20（2015年春）： ルーマー・ウィリス / Valentin Chmerkovskiy
- シーズン21（2015年秋）： Bindi Irwin / デレク・ハフ
- シーズン22（2016年春）： Nyle DiMarco / ペタ・マーガトロイド
- シーズン23（2016年秋）：ローリー・ヘルナンデス / Valentin Chmerkovskiy

## オーストラリア
オーストラリア版はチャンネル7ネットワークで放送されている。

## 日本
日本版は『シャル・ウィ・ダンス?〜オールスター社交ダンス選手権〜』のタイトルで、2006年4月8日より2007年3月17日まで日本テレビ系列で放送された。詳細は当該記事を参照のこと。

## その他

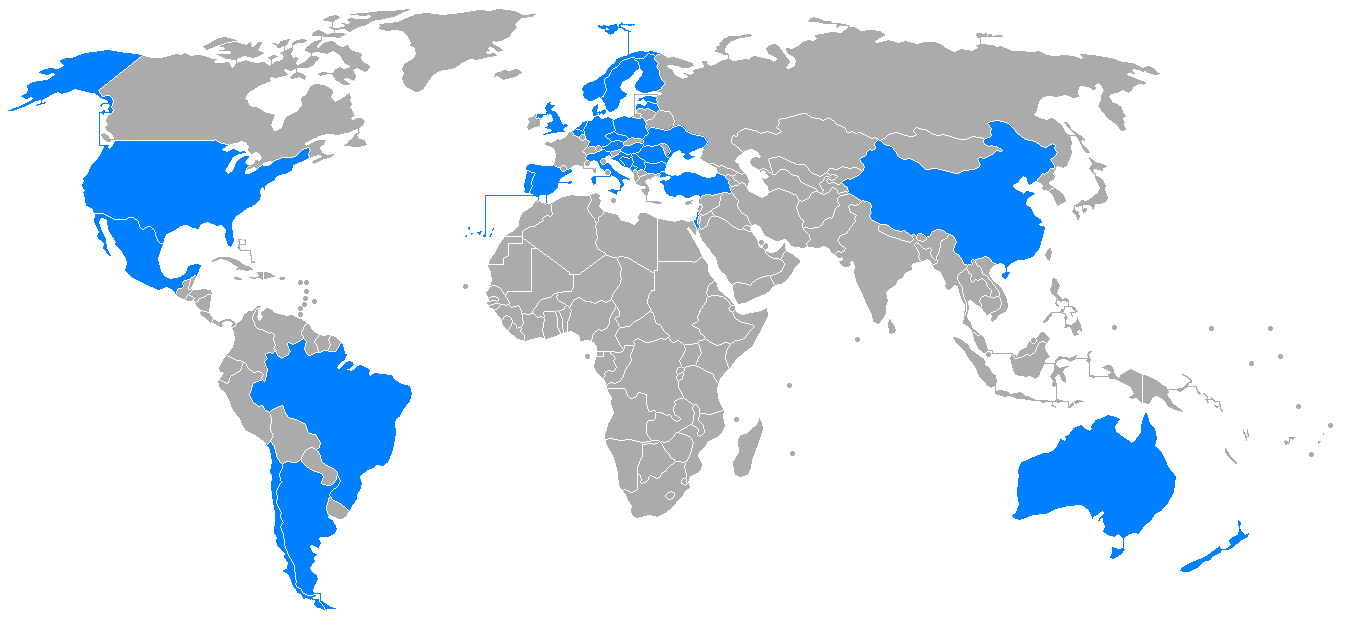
『ダンシング・ウィズ・ザ・スターズ』がフォーマット輸出された国・地域

その他、オーストリア、ベルギー、ブラジル、チリ、コスタリカ、クロアチア、チェコ、デンマーク、エストニア、フィンランド、ドイツ、ハンガリー、インド、イスラエル、イタリア、オランダ、ニュージーランド、ノルウェー、メキシコ、ポーランド、ポルトガル、パナマ、ルーマニア、ロシア、スロバキア、セルビア、南アフリカ、スウェーデン、トルコ、ウクライナ、フランスで放送されている。